# Helenoconcha polyodon
Helenoconcha polyodon foi uma espécie de gastrópodes da família Charopidae.
Foi endémica da Santa Helena (território).